# Zhongshan (Hezhou)
Zhongshan (en chino, 钟山县; pinyin, Zhōngshān xià; literalmente, ‘montaña campana’) es un condado bajo la administración directa de la Prefectura Hezhou en la Región autónoma de Guangxi, República Popular China. Su área es de 1471 km² y su población total para 2020 superó los 350 mil habitantes.

## Administración
El condado de Zhongshan se divide en 12 pueblos que se administran en 10 poblados y 2 villas.